# マキタ係長
『マキタ係長』（マキタかかりちょう）は、山梨放送で2020年10月4日から2023年12月24日まで毎週日曜0:55 - 1:10（土曜深夜、JST）に放送されていた情報バラエティ番組であり、マキタスポーツの冠番組である。

## 概要
山梨市出身のマキタの初レギュラーとしての冠番組であり、山梨県の知られざる県民性、および観光ガイドに提載されていない文化や風習、性質をPR等していく内容である。また、舞台は架空の会社内の窓際部署で、係長をマキタが演じ、社員をフリーアナウンサーで元同局アナウンサーの三浦実夏が演じる。ワインが入っていた木箱が椅子代わりとなっている。第3回で1回壊れ、一時期は事務椅子を使っていたが、事務椅子は第6回から三浦が使うようになり、マキタが座る椅子の代わりな物は、頑丈な木箱に変更された。更にその後、山梨地盤の大手家具店の厚意により頑丈な腕かけ付き椅子が2人分提供され、屋内収録時はほぼ毎回使用している。
屋内収録は山梨放送社屋内・山梨放送東京支社内の部屋を主に使用している。なお、山梨放送東京支社改装等によりテレビ新潟東京支社が代替として使用された時期がある（エンドロールにてクレジットされていた）。
マキタは「山梨県の番組に出演したいと思ったのが10年前であり、50歳になった2020年に実現できた」「構想期間が長い分である10年は続けたい」とコメントした。
しかし、2023年12月24日（23日深夜）に最終回となることが同月上旬の放送回にて発表され、当の最終回放送日は放送時間を0:55 - 1:25に15分拡大して、かつ生放送で行われた。
翌2024年4月より同局ラジオで「マキタ課長 ラジオ無尽」が開始、マキタの地元での冠番組及び番組のコンセプトが引き継がれている。

## 出演者
- マキタスポーツ（山梨市出身） - 係長[1]
- 三浦実夏（富士吉田市出身、フリーアナウンサー、元山梨放送アナウンサー[4]） - 社員[1]
- 水越千尋（上野原市出身、山梨放送アナウンサー、三浦が産休中の代理） - 社員
- 三浦が産休中の代理で、かつ、水越が都合により代理出演できない場合に、男女不問で別の山梨放送アナウンサーが代理担当する場合がある。
- その他山梨ゆかりのゲスト多数

## ネット配信
- TVer[5] - 最新話限定で次回放送日まで無料配信。